# Formazione degli Immortal

## Formazione

### Attuale
- Demonaz - chitarra (1991-1997, 2016-presente), testi (1991-2003, 2006-2015, 2015-presente), voce (2016-presente)

### Ex componenti
- Abbath - basso (1991-1998), voce (1991-2003, 2006-2015), batteria (1993-1995), chitarra (1998-2003, 2006-2015)
- Armagedda - batteria (1991-1992)
- Jørn Inge Tunsberg - chitarra (1991)
- Stian "Iscariah" Smørholm - basso (1999-2002)
- Apollyon - basso (2007-2015, 2015-2017)
- Horgh - batteria (1996-2003, 2006-2015, 2015-2020)

### Ex turnisti
- Kolgrim (Padden) - batteria (1992-1993)
- Grim - batteria (1993-1994)
- Hellhammer - batteria (1995)
- Ronny "Ares" Hovland - basso (1997-1998)
- Stian "Iscariah" Smørholm - basso (1998-1999)
- Yngve "Saroth" Liljebäck - basso (2002-2003)
- Apollyon - basso (2006-2007)